# Pachymerium tabacarui
Pachymerium tabacarui — вид губоногих багатоніжок родини Geophilidae. Ендемік Румунії.